# 사숙
사숙(私塾)은 한국, 일본, 중국에서 예전에 한문을 가르치던 곳이었다.